# Palacio de los Fernández-Zorrilla

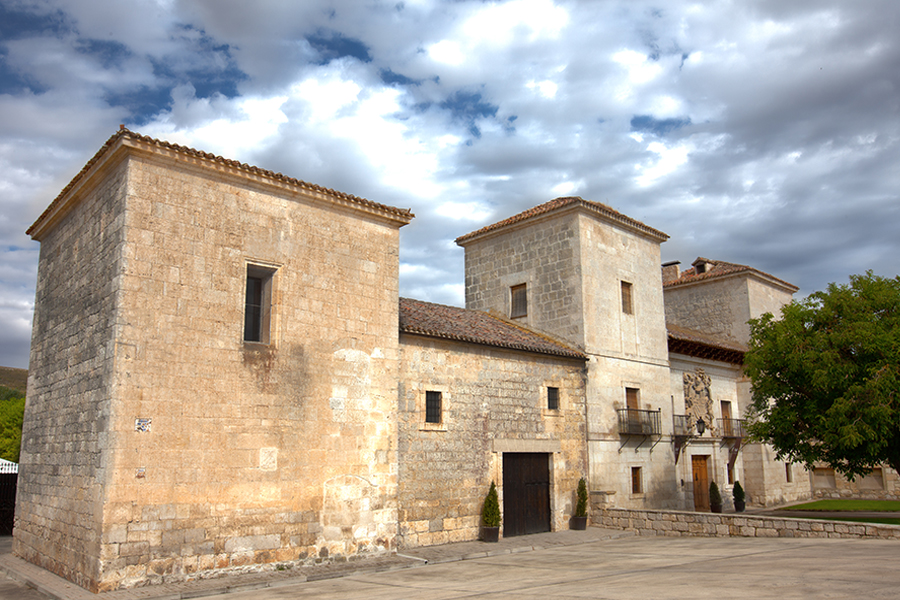
Casa Palacio Fernández Zorrilla, Huérmeces. Pronvincia de Burgos

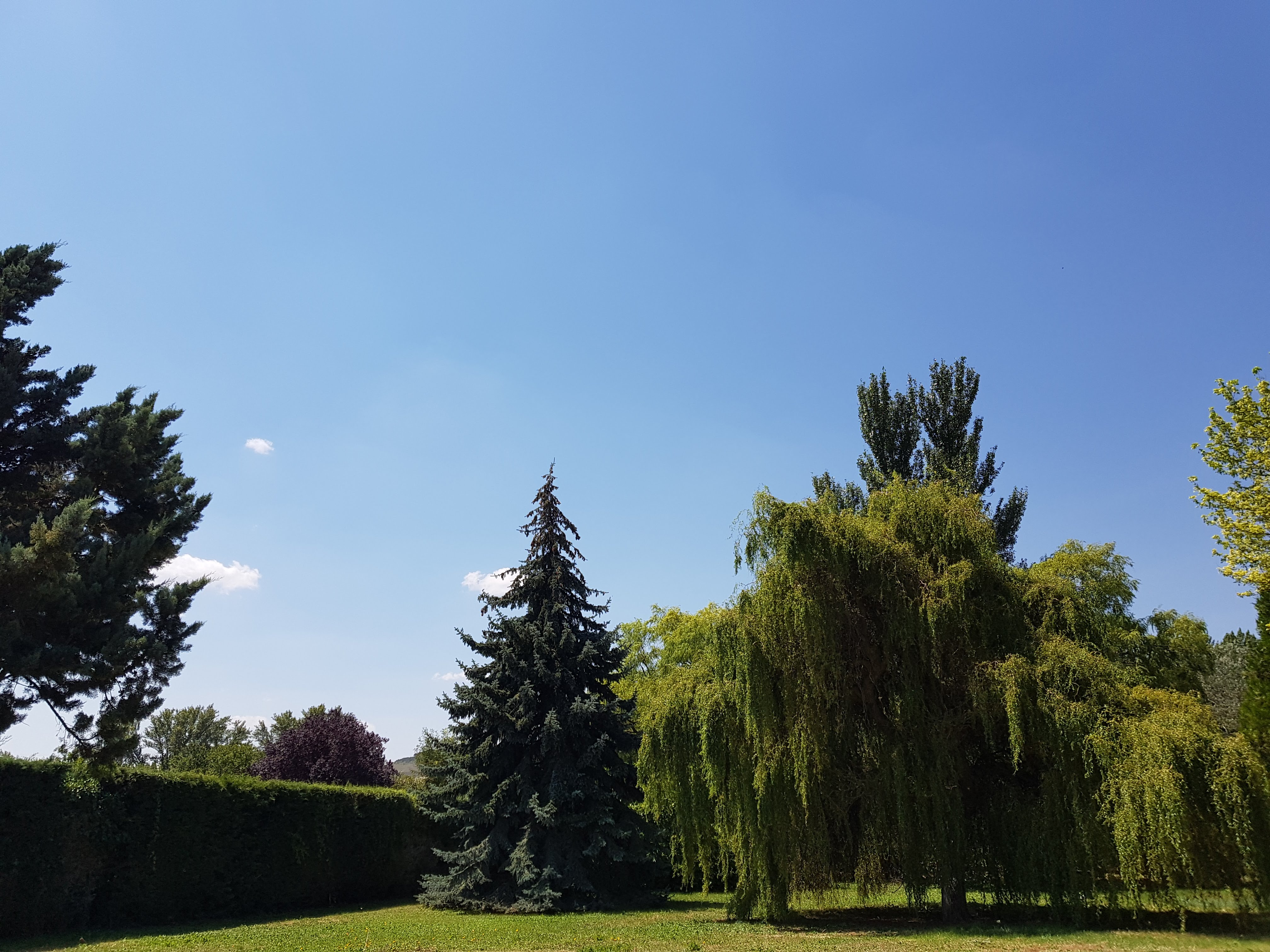
El gran abeto azul, de más de 15 metros de altura, junto a uno de los sauces llorones del jardín. Casa Palacio Fernández Zorrilla, Huérmeces, Burgos

La Casa Palacio Fernández Zorrilla es un conjunto cultural, artístico y natural de alto valor. 

Adicionalmente al marco de protección de este patrimonio material e inmaterial por su ubicación en una Villa declarada Bien de Interés Cultural, los escudos de esta Casa Palacio están particularmente protegidos en virtud del Decreto 571/1963, de 14 de marzo.          

## Historia
Los documentos más antiguos que conservan en Huérmeces sobre el Palacio nos remontan a principios del siglo XVII por lo que poco se conoce sobre los antiguos moradores de este palacio. Por iniciativa del prelado, D. Pedro Fernández Zorrilla, se construyó el edificio junto a la casa de sus progenitores. Sin embargo, fue su hermano, D. Juan Fernández Zorrilla quien vivió más en la casa, junto con su mujer Doña Ángela de Salazar y Arce y su familia: los dos hijos, Pedro Fernández Zorrilla y Salazar (quien fue colegial del Colegio Mayor de San Bartolomé de la Universidad de Salamanca), Juan Fernández Zorrilla y Salazar (Caballero de la Orden de Santiago) y una hija Francisca Fernández Zorrilla y Salazar. 
El fuerte temperamento del Obispo Don Pedro le llevó a enfrentarse con el clero, el pueblo y las autoridades navarras al poco de tomar posesión de la sede de Pamplona, en el año 1627. Tras su excomunión del cabildo pamplonés el obispo se alejó a la villa de Sos. Murió en Estella el 11 de agosto de 1637 y su cuerpo fue traído a Huérmeces, a la capilla que él construyera.
Durante los siglos XVIII y XIX esta casa señorial sirvió de colegio y posteriormente de casa de labranza.

## Huérmeces
Desde tiempos ancestrales esta tierra está llena de vida. El silencio de sus laderas, el misterio de sus cuevas, el murmullo del viento, la belleza de sus noches estrelladas... conviven con las vetustas casas blasonadas y con la riqueza de sus campos, fauna y flora.  
Erigida a la entrada del desfiladero abierto por el cauce del río Úrbel, Huérmeces adquirió el título de Villa en el siglo XVI, su época de mayor prosperidad.  Un pasado que ha llegado a nuestros días a través del interesante conjunto de casas blasonadas de la época renacentista y barroca. Aunque destacan por su tamaño las de los Arriaga Salamanca, los Fernández Zorrilla y la Torre de los Padilla, cada casa tiene su encanto y su belleza particular. 

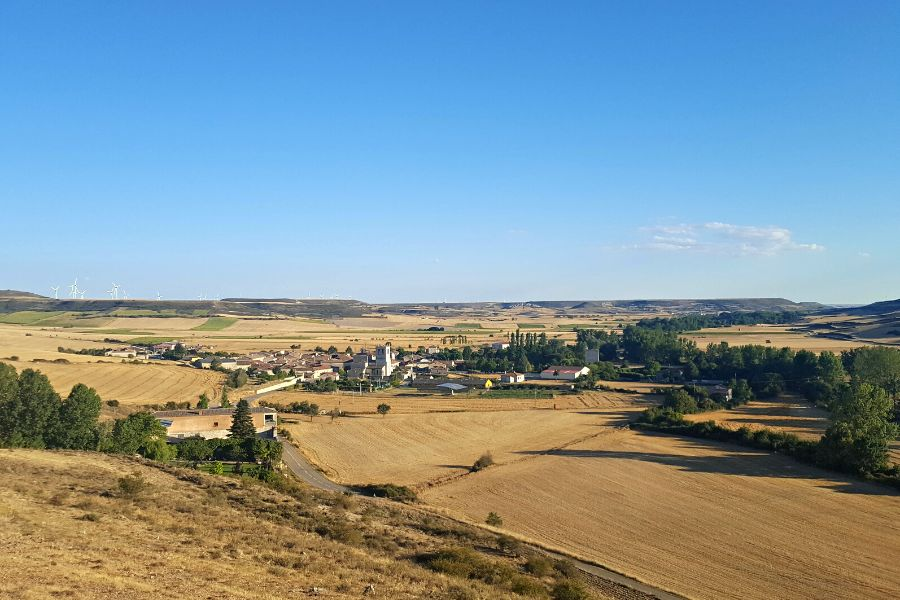
Villa de Huérmeces, a 25 km de Burgos. Localidad declarada Bien de Interés Cultural por la Junta de Castilla y León.

La Villa de Huérmeces guarda secretos que nos hablan de nuestros orígenes. Allí encontramos huellas del hombre protohistórico, que vivió hace más de 100.000 años. Muy cerca de allí, en la cueva de Valdegova, también aparecen vestigios de la presencia del hombre del Neanderthal, desaparecido hace 35 milenios.  Desde la época prehistórica el desfiladero del río Urbel, a cuya orilla se sitúa la villa, se consideró un buen lugar para asentarse por su abundante caza, pesca y vivir al abrigo de sus numerosas cuevas. 
A final de 2017 se publicó el descubrimiento de la planta de una villa romana de grandes dimensiones cercana a la localidad, el yacimiento de Vegas Negras, incluido en el inventario Arqueológico Provincial desde 1998.  
http://www.diariodeburgos.es/Noticia/ZB87E5D6A-EDE1-FB62-6F8CA8B39C8C3E7B/Un-tesoro-oculto-en-Huermeces
http://huermeces.blogspot.com/2018/05/una-villa-romana-en-vegas-negras.html
En marzo de 2021 Huérmeces ha sido declarada Bien de Interés Cultural con categoría de conjunto histórico. 
https://comunicacion.jcyl.es/web/jcyl/Comunicacion/es/Plantilla100Detalle/1284721258538/NotaPrensa/1285037203698/Comunicacion
Más información sobre la historia de Huérmeces en : http://huermeces.blogspot.com/2019/04/pedro-fernandez-zorrilla-obispo-que-fue.html